# Olympia Jolle
L'Olympiajolle, ou O-Jolle, est une classe de dériveur léger gréé en catboat, conçue pour l'épreuve de voile en solitaire des Jeux olympiques de Berlin en 1936.

## Historique
L’Olympiajolle a été spécialement conçu pour les Jeux olympiques de Berlin de 1936, comme bateau de l'épreuve de voile en solitaire, et remplace le Snowbird des Jeux de Los Angeles de 1932.
L'O-Jolle est le fruit d'un travail collaboratif de spécialistes, réalisé à partir des spécifications de la Fédération allemande de voile (DSV, Deutsche Segler-Verband) qui prévoyaient un bateau de 1,5 mètre de large, au franc-bord avant d'au moins 50 centimètres, au tirant d'eau dérive basse de 1 mètre et de 10 m2 de voile.
Après des essais comparatifs commencés en 1932, les plans du bateau ne seront définitifs qu'en 1936.
L'histoire de la classe attribue le dessin du bateau à Helmut Stauch.
Un plan du bateau suivant le cahier des charges de la DSV a été réalisé pour la revue Die Yacht par H. Wustrau, avec la largeur de 1,50 mètre.
Une polémique sur la largeur du bateau retardera la décision finale sur les plans à adopter pour le nouveau monotype olympique en solitaire.
Ont participé à la conception : Rudolf Gärsch avec son prototype Bug au maître-bau de 1,50 mètre, K. Libau avec un bateau de 1,62 m de large, au tirant d'eau de 0,92 m et au franc-bord 0,47/0,37 mètre, Reinhard Drewitz et Max Braun avec un plan de 1,63 m le large pour 0,96 m de tirant d'eau.
Reinhard Drewitz propose en avril 1934 de réaliser un bateau de 1,60 m de maître-bau, de 1,40 m de large à la flottaison.
Le premier bateau est construit suivant les spécifications de la DSV, sur le modèle d'Olympiajolle Seehund ex Adi de Helmut Stauch.
30 monotypes destinés aux concurrents des Jeux olympiques sont construits par les
chantiers Buchholz de Potsdam, les voiles étant coupées à la voilerie Walter Benwitz de Berlin. Les bateaux sont numérotés de 301 à 330.
Comme aux Jeux de Los Angeles, les bateaux étaient fournis par l'Allemagne aux compétiteurs. Se déroulant à Kiel, les régates courues sur ce monotype furent remportées par Daniel Kagchelland représentant les Pays-Bas.
L'Olympiajolle sera remplacé par le Firefly, dériveur à deux équipiers retenu pour les épreuves en solitaire des Jeux de Londres de 1948.

## Caractéristiques

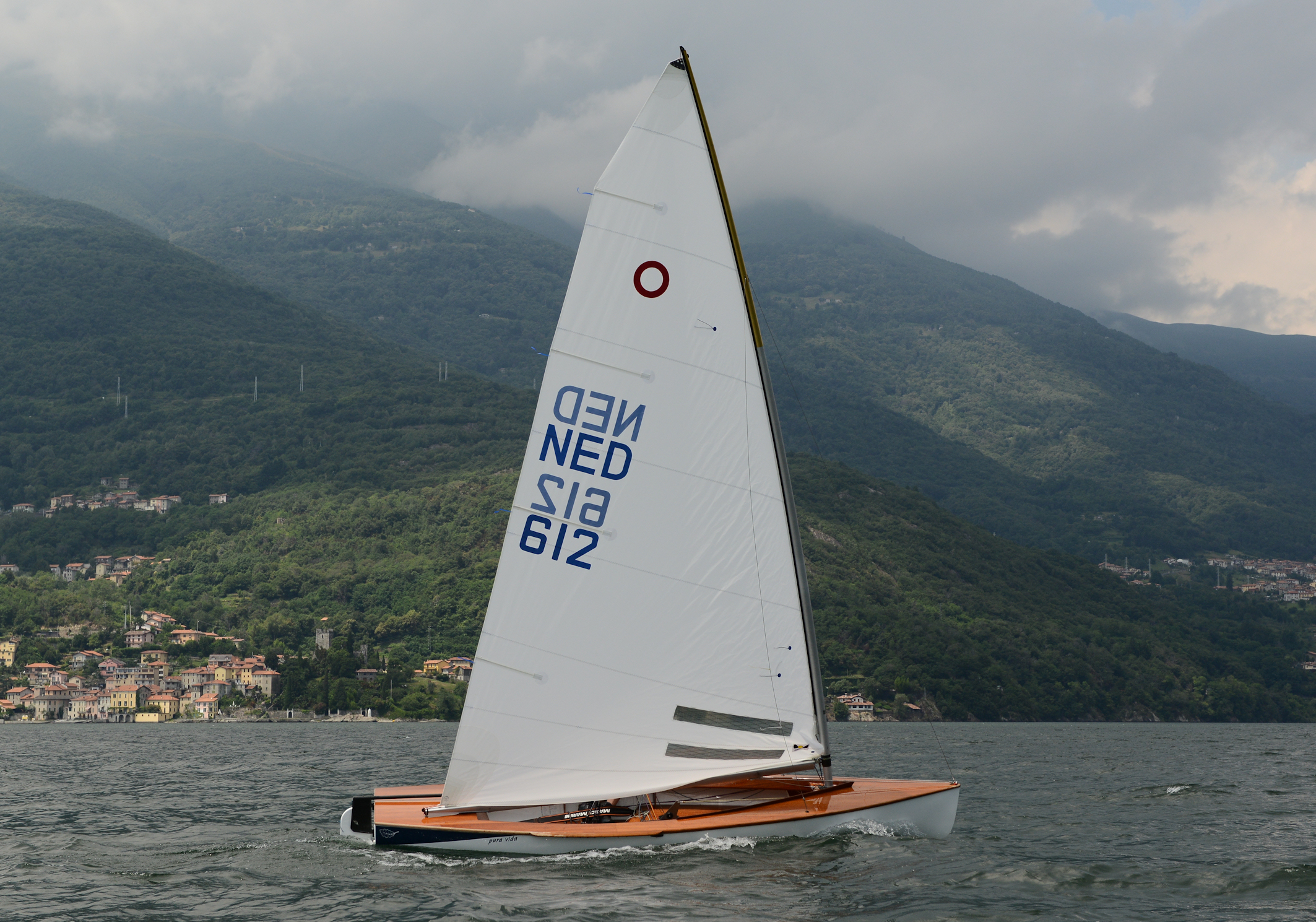
O-Jolle en 2012

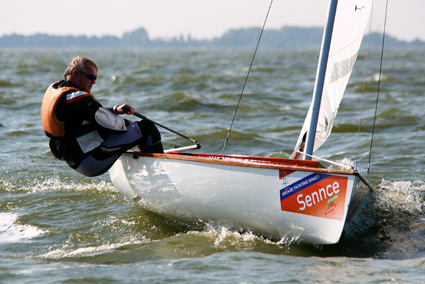
O-Jolle aux Vintage Yachting Games 2008

L'O-Jolle est un dériveur de 5 mètres, à dérive pivotante et safran relevable. Il possède une coque en forme à bouchain arrondi.
Il est gréé en catboat; son unique grand-voile est de type marconi. Le mât est maintenu par deux haubans et un étai.
Construits en bois à l'origine, ces bateaux bénéficient maintenant des matériaux composites.

## Flottes
Au début des années 2000 la classe O-Jolle bénéficie d'associations nationales en Allemagne, aux Pays-Bas, en Suisse et en Autriche et des propriétaires en Italie, République tchèque et en France. Les régates en Allemagne réunissent une trentaine de bateaux, les régates internationales de 80 à 100 compétiteurs.
C'est en France que nous trouvons la plus vieille Yole Olympique connue, la G 100. Sa construction remonte à 1934. Elle appartenait à Carlos Benn Pott, le représentant argentin aux JO de 1952 sur Finn. Elle est détenue désormais par les Amis du musée maritime de La Rochelle.